# Präsidialamt der Republik Aserbaidschan

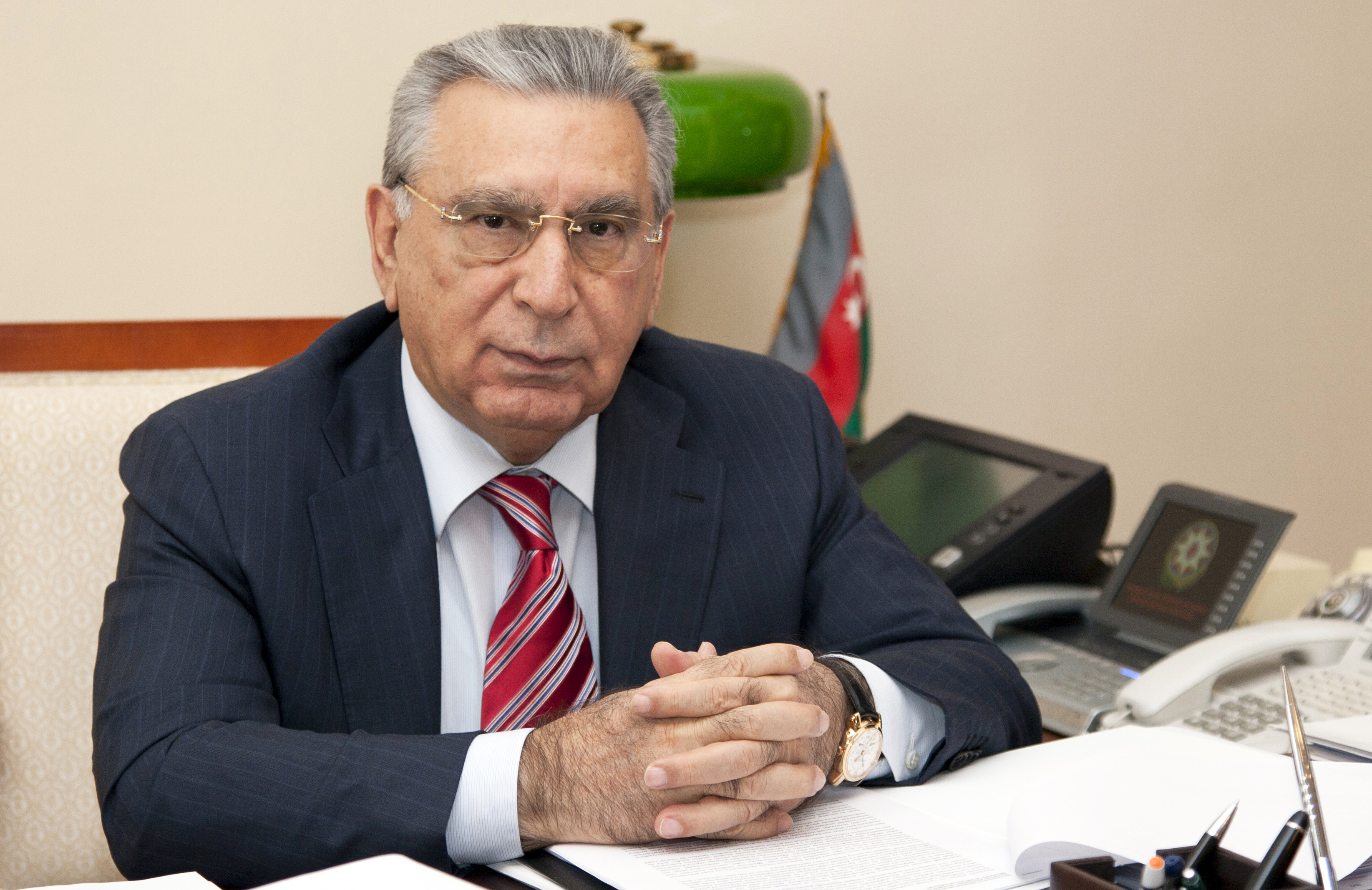
Ramiz Mehdiyev, Leiter des Präsidialamtes

Das Präsidialamt der Republik Aserbaidschan (aserbaidschanisch Azərbaycan Respublikası Prezidentinin İşlər İdarəsi, englisch Administrative Department of the President) ist die Behörde des Präsidenten der Republik Aserbaidschan mit Sitz in Baku. Sie ist für die Unterstützung und Erfüllung der verfassungsmäßigen Zuständigkeiten des Staatsoberhauptes von Aserbaidschan zuständig.
Geleitet wird die Behörde vom Chef des Präsidialamtes, der durch den Staatspräsidenten ernannt wird. Seit 1995 ist Ramiz Mehdiyev der Leiter des Präsidialamtes, der seit 2003 dem amtierenden Präsidenten İlham Əliyev dient.

## Geschichte
Das Präsidialamt nahm nach der Unabhängigkeitserklärung von Aserbaidschan 1991 erstmals seine Arbeit auf. Es sitzt im Präsidentenpalast in Baku.
Der Präsidentenpalast
Das zwölfstöckige Gebäude mit einer Fassade aus Marmor und Granit wurde in achtjähriger Bauzeit ab 1978 errichtet und 1986 fertiggestellt. Die Vorarbeiten begannen im Oktober 1977 auf Initiative von Heydər Əliyev. Die Realisierung erfolgte nach den Plänen von Fuad Orujov (Projektmanager), Tahir Allahverdiyev (Architekt) und Madat Khalafov (Konstrukteur). Das Gebäude wurde Sitz des Zentralkomitees der Kommunistischen Partei der Aserbaidschanischen SSR.
Seit Wiederherstellung der Unabhängigkeit Aserbaidschans 1991 wird das Verwaltungsgebäude vom Präsidialamt genutzt. 2005 wurde das Gebäude in Präsidentenpalast umbenannt.

## Aufgabe
Die Beratung des Präsidenten von Aserbaidschan in seiner Amtsführung, Berichterstattung des Präsidenten über politische Geschehnisse, Ausformulierung des Gesetztextes zur Beratung und Abstimmung beim Parlament und die Vorbereitung der Entscheidungen des Präsidenten sowie die Ausführung seiner Aufträge gehören zu den Aufgaben des Präsidialamtes. Das Präsidialamt prüft Stand der Umsetzung der Gesetze, Verordnungen und Weisungen des Präsidenten und stellt dem Präsidenten entsprechende Berichte vor.

## Aufbau
Das Präsidialamt gliedert sich wie folgend:
- Assistent des Präsidenten der Republik Aserbaidschan
- Sekretariat des Ersten Vizepräsidenten der Republik Aserbaidschan
- Abteilung für Agrarpolitische Fragen
- Abteilung für territoriale und organisatorische Fragen
- Abteilung für die koordinierte Zusammenarbeit mit Strafverfolgungsbehörden und militärischen Fragen
- Abteilung für außenpolitische Fragen
- Abteilung für öffentliche und politische Fragen
- Abteilung für ökonomische Fragen
- Abteilung für Wirtschaftspolitik und Industriefragen
- Abteilung für transnationale Beziehungen, Multikulturalismus und religiöse Themen
- Leiter des Sekretariats des Präsidenten
- Presse-Sekretär des Präsidenten
- Chef der protokollarischen Betreuung des Präsidenten
- Abteilung für öffentlichen Dienst und Personalfragen
- Abteilung für staatliche Kontrolle
- Abteilung für Jugendpolitik und Sportfragen
- Abteilung für humanitäre politische Fragen
- Abteilung für Innovative Entwicklung und E-Government
- Abteilung für Gesetzgebung und Rechtskompetenz
- Abteilung für Bearbeitung der Dokumenten und Bürgeranfragen
- Abteilung für strategische Forschung und Planung
- Verwaltungsabteilung